# Campo Aéreo
Campo Aéreo är en ort i Mexiko.   Den ligger i kommunen Siltepec och delstaten Chiapas, i den sydöstra delen av landet, 800 km sydost om huvudstaden Mexico City. Campo Aéreo ligger 1 068 meter över havet och antalet invånare är 341.
Terrängen runt Campo Aéreo är kuperad åt nordost, men åt sydväst är den bergig. Campo Aéreo ligger nere i en dal. Runt Campo Aéreo är det ganska glesbefolkat, med 50 invånare per kvadratkilometer. Närmaste större samhälle är Cumbre Ventanas, 18,4 km öster om Campo Aéreo. I omgivningarna runt Campo Aéreo växer i huvudsak städsegrön lövskog.